# Henri Allard
Henri Allard (ur. 13 maja 1885 w Bordeaux, zm. 20 marca 1953 tamże) – francuski żeglarz, olimpijczyk.

## Kariera sportowa
Na regatach rozegranych podczas Letnich Igrzysk Olimpijskich 1928 wystąpił w klasie 6 metrów zajmując 8. pozycję. Załogę jachtu Cupidon Viking tworzyli również Pierre Moussié, Jean Paul Rouanet, Robert Gufflet i Philippe de Rothschild.